# Aero A-46
Aero A-46 byl prototyp československého dvouplošného vojenského cvičného letounu vzniklý v roce 1931.
Typ vznikl na základě požadavku MNO na nový letoun pro pokračovací výcvik, který měl nahradit zastaralé stroje A-14. Podmínkou bylo použití motoru Škoda-Hispano Suiza 8Fb, pocházejícího z 20. let, z důvodu spotřebování jeho zbývajících skladových zásob.
A-46 byl dvouplošník smíšené konstrukce, který vznikl ve dvou exemplářích mírně se odlišujících umístěním chladiče kapaliny.:s.86 Spolu s typy Letov Š-25 a Praga BH-41, vzniklými podle stejných propozic, se účastnil výběrového řízení v němž nakonec uspěl BH-41.:s.86–87 K sériové výrobě A-46 nedošlo.

## Specifikace
Údaje podle

### Technické údaje
- Osádka: 2 (instruktor a žák)
- Rozpětí křídel: 11,85 m
- Délka: 8,45 m
- Nosná plocha: 32,58 m²
- Prázdná hmotnost: 1 134 kg
- Vzletová hmotnost: 1 488 kg
- Pohonná jednotka: 1 × kapalinou chlazený osmiválcový vidlicový motor Škoda HS 8Fb
- Výkon pohonné jednotky: 220 kW (330 k)

### Výkony
- Maximální rychlost: 196 km/h
- Cestovní rychlost: 157 km/h
- Dostup: 4 850 m
- Stoupavost: výstup do výše 4 000 m za 23,9 minuty
- Vytrvalost: 4 hodiny letu